# لئو پلیوشچ
لئو پلیوشچ (اوکراینی: Леоні́д Іва́нович Плющ؛ ۲۶ آوریل ۱۹۳۸ – ۴ ژوئن ۲۰۱۵) ریاضی‌دان، و فعال حقوق بشر اهل اتحاد جماهیر شوروی سوسیالیستی بود.
او با کمک همسرش در سال ۱۹۷۹، کتابی را شرح داد که در آن نحوه استقرار خود و سایر مخالفان در مراکز روانپزشکی توضیح داده شد.
او برندهٔ جوایزی همچون نشان برای شجاعت شده‌است.